# Felsinschrift von Yazılıtaş
Koordinaten: 39° 52′ 2,1″ N, 42° 17′ 8,3″ O
Die Felsinschrift von Yazılıtaş bei Eleşkirt (heute Eşek Ilyas zwischen Hasankale und Delibaba) im Bezirk Horasan der Provinz Erzurum in der Türkei. Sie ist in den Felsen des Tahir-Passes zwischen Horasan und dem Vansee geschnitten. Die Inschrift wurde auf Befehl des urartäischen Königs Menua (um 810–785 v. Chr.) errichtet, um seinen Sieg über das Land oder die Koalition von Diaueḫe zu feiern. Die Inschrift wurde bereits von Friedrich Eduard Schulz vorgelegt.
Die folgende Inhaltsangabe beruht auf der von Harutjunjan (2001) vorgelegten Übersetzung.

## Inhalt der Inschrift
Menua berichtet, wie  Utrubši, der König der Völker von Diaueḫe vor ihm erschien, seine Füße umfasste und sich  niederwarf. „Ich verhielt mich als Wohltäter (?), ich überwältigte ihn mit den Bedingungen über die Höhe der Gaben. Er gab Gold, Silber, er gab Gaben. Die Gefangenen, welche er gemacht hatte, er gab sie zur Gänze (?) zurück.“
Die Inschrift endet mit der üblichen Fluchformel:
Menua nahm also den Tribut von Utrubši entgegen, befreite Gefangene (was auf vorhergehende Auseinandersetzungen oder Raubzüge hinweist) und gliederte die Länder Baltuliḫi und Ḫaldiriluḫi, die zu Diaueḫe gehört hatten, dem urartäischen Reich an.

## Deutung
Sagona/Sagona  wollen den Namen Ḫaldiriluḫi auf den Gott Ḫaldi zurückführen.